# Frederick J. Jackson
Frederick J. Jackson (Pittsburgh, 21 de setembro de 1886 – Hollywood, 22 de maio de 1953) foi um dramaturgo e roteirista norte-americano. Ele escreveu os roteiros para mais de 50 filmes entre 1912 e 1946. Várias de suas peças, incluindo The Bishop Misbehaves, serviram como a base para filmes.

## Inimizade com Lovecraft
O autor H. P. Lovecraft, ainda totalmente desconhecido, enviou uma carta para a revista Argosy, para a qual Jackson frequentemente escrevia, chamando as histórias deste de "triviais, afeminadas, e, às vezes, mal feitas", iniciando um longo conflito entre diversos leitores, entre os quais John Russell, defensor de Jackson, finalmente iniciando uma notória disputa de poemas ofensivos entre os dois. O conflito chamou a atenção da Associação Unida de Imprensa Amadora, que contratou ambos, iniciando de fato a carreira de Lovecraft enquanto escritor.

## Filmografia parcial (roteirista)
- The Fatal Ring (1917)
- Let's Elope (1919)
- Arizona Express (1924)
- The Lone Chance (1924)
- Shadows of Paris (1924)
- The Naughty Wife (1925) [3]
- The Hole in the Wall (1929)
- The Jade Box (1930)
- This Woman Is Mine (1941)
- Stormy Weather (1943)
- Hi Diddle Diddle (1943)